# Tristan Séguéla
Pour les articles homonymes, voir Séguéla.
Tristan Séguéla est un réalisateur français né en 1978.

## Biographie
Tristan Séguéla est le fils du publicitaire Jacques Séguéla.
Il travaille comme réalisateur pour la télévision avant d'entreprendre en 2012 le tournage de son premier long-métrage, 16 ans ou presque, sorti en 2013,.
Sa troisième réalisation pour le cinéma, Docteur ?, est récompensée en 2019 par le Grand prix du Festival international du film de comédie de Liège.

## Filmographie
Sauf indication contraire, les informations mentionnées dans cette section peuvent être confirmées par la base de données cinématographiques IMDb,  présente dans la section « Liens externes ».
- 2013 : 16 ans ou presque
- 2017 : Rattrapage
- 2019 : Docteur ?
- 2023 : Un homme heureux
- 2023 : Tapie (série TV) (réalisée avec Olivier Demangel)
- 2025 : Mercato